# Qualificazioni al campionato mondiale di calcio 2022 - CAF - seconda fase - girone A
Questa voce raccoglie i risultati delle partite del girone A valido come secondo turno di qualificazione al Campionato mondiale di calcio 2022 per la zona africana.

## Classifica
| Squadra      | P.ti | G | V | P | S | RF | RS | DR  |
| ------------ | ---- | - | - | - | - | -- | -- | --- |
| Algeria      | 14   | 6 | 4 | 2 | 0 | 25 | 4  | +21 |
| Burkina Faso | 12   | 6 | 3 | 3 | 0 | 12 | 4  | +8  |
| Niger        | 7    | 6 | 2 | 1 | 3 | 13 | 17 | -4  |
| Gibuti       | 0    | 6 | 0 | 0 | 6 | 4  | 29 | -25 |

## Risultati

### 1ª giornata
| Arbitro: | Samuel Uwikunda |

|  |           |                              |
|  | Marcatori | 76’ (rig.) Traoré 79’ Konaté |

| Arbitro: | Ngwa Blaise Yuven |

|                                                                                              |           |  |
| Slimani 5’, 25’ (rig.), 46’, 53’ Bensebaini 27’ Bounedjah 40’ (rig.) Mahrez 67’ Zerrouki 69’ | Marcatori |  |

### 2ª giornata
| Arbitro: | Celso Alvacao |

|                                   |           |                                               |
| Farah Ali 32’ Hassan Houssein 90’ | Marcatori | 49’, 56’ Adebayor 65’ (rig.) Wonkoye 68’ Sabo |

| Arbitro: | Joshua Bondo |

|             |           |              |
| Tapsoba 64’ | Marcatori | 18’ Feghouli |

### 3ª giornata
| Arbitro: | Daniel Laryea |

|                                                                                  |           |           |
| Mahrez 27’, 60’ (rig.) Oumarou 47’ (aut.) Souleymane 69’ (aut.) Slimani 76’, 88’ | Marcatori | 50’ Sosah |

| Arbitro: | Ali Sabilla |

|  |           |                                          |
|  | Marcatori | 45+2’, 48’ Tapsoba 50’ Kaboré 59’ Konaté |

### 4ª giornata
| Arbitro: | Hassen Corneh |

|                      |           |  |
| Dayo 30’ Tapsoba 63’ | Marcatori |  |

| Arbitro: | Issa Sy |

|  |           |                                                 |
|  | Marcatori | 20’ Mahrez 33’ Mandi 48’ Bennacer 54’ Bounedjah |

### 5ª giornata
| Arbitro: | Samir Guezzaz |

|                 |           |                    |
| Dayo 55’ (rig.) | Marcatori | 34’ (rig.) Oumarou |

| Arbitro: | Djindo Houngnandande |

|  |           |                                                   |
|  | Marcatori | 29’ Belaïli 40’ Benrahma 42’ Feghouli 86’ Slimani |

### 6ª giornata
| Arbitro: | Mohamed Athoumani |

|                                                                 |           |                          |
| Adebayor 14’, 36’, 75’ Wonkoye 62’ Sosah 64’ Djibrilla 86’, 87’ | Marcatori | 33’ Ahmed 85’ Siad Isman |

| Arbitro: | Victor Gomes |

|                         |           |                            |
| Mahrez 21’ Feghouli 68’ | Marcatori | 37’ Sanogo 83’ (rig.) Dayo |